# Actimel

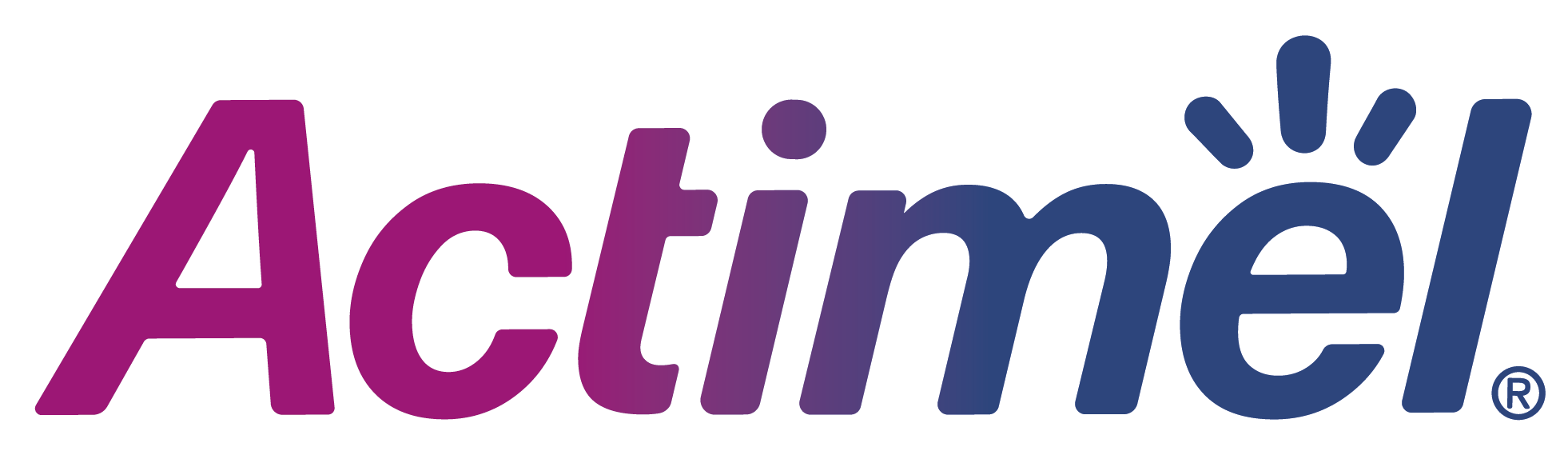
Logo

DanActive

Actimel (in den USA und Kanada als DanActive bekannt) ist ein als Probiotikum vermarktetes Joghurtgetränk (Trinkjoghurt) des französischen Unternehmens Danone. Es ist in Europa seit 1994 erhältlich.

## Vermarktung und Verbreitung
Üblicherweise wird Actimel in 100-ml-Flaschen verkauft, meist in sogenannten „Vorteilspackungen“, die 8, 6 oder 4 Fläschchen beinhalten. Daneben werden auch einige 12- oder 16-Stückpackungen verkauft. Der Hersteller behauptet, Actimel stärke die natürlichen Abwehrkräfte des Körpers durch den Einsatz der patentierten Bakterienkultur Lactobacillus casei DN-114001 (vermarktet als Lactobacillus casei Defensis oder Immunitas). Actimel enthält allerdings auch die traditionellen Joghurtkulturen Lactobacillus delbrueckii subsp. bulgaricus und Streptococcus salivarius subsp. thermophilus.
Im Jahr 2006 wurde mit Actimel ein Umsatz von mehr als 1,4 Milliarden Euro im Einzelhandel erzielt. Das Getränk wird in mehr als 20 europäischen Ländern sowie in Südamerika und dem Nahen Osten vertrieben. Actimel wurde als DanActive in den Vereinigten Staaten auf regionaler Basis im Jahr 2004 (Geschmacksrichtungen Erdbeer, Vanille und Heidelbeere) verkauft, bis es im Jahr 2007 eine landesweite Markteinführung mit weiteren Geschmacksrichtungen gab.
In Deutschland ist Actimel mit 70 Prozent Marktführer bei probiotischen Joghurtgetränken und laut Danone Wachstumstreiber für den Gesamtumsatz von 470 Millionen Euro. Laut des Marktforschungsinstituts Nielsen hat der Konzern von Januar bis Oktober 2008 50 Millionen Euro allein für Werbemaßnahmen in Deutschland investiert.
Werbegesicht von Actimel in Deutschland ist Guido Maria Kretschmer.

## Bestandteile und Nährwerte
Actimel Natur beinhaltet nach Herstellerangaben:
- Joghurt
- entrahmte Milch
- Zucker oder Flüssigzucker
- Traubenzucker
- L. Casei Immunitas

Den Herstellerangaben zufolge haben die Actimel-Produkte die folgenden Nährwerte (die Angaben gelten jeweils pro Becher für die „Classic“-Version der Produkte; die Produkte mit Frucht- oder Vanillegeschmack haben meist leicht abweichende Nährwerte, zum Beispiel einen erhöhten Brennwert):
| Inhaltsstoffe       | Actimel | Actimel 0,1 % | Actimel Joghurt |
| ------------------- | ------- | ------------- | --------------- |
| Brennwert (kJ/kcal) | 301/71  | 121/28        | 484/115         |
| Eiweiß (g)          | 2,8     | 2,8           | 5,1             |
| Kohlenhydrate (g)   | 10,5    | 3,3           | 14,8            |
| Fett (g)            | 1,6     | 0,1           | 3,7             |
| Ballaststoffe (g)   | 0       | 0             | <0,1            |
| Natrium (g)         | 0,04    | 0,04          | 0,06            |
| Calcium (mg)        | k. A.   | k. A.         | 170             |
| Broteinheiten (BE)  | 0,9     | 0,3           | k. A.           |

## Kritik
Umstritten sind vor allem Werbeaussagen, die einen wissenschaftlich belegten gesundheitsfördernden Effekt suggerieren. So wurde von Foodwatch 2009 der Goldene Windbeutel an Actimel verliehen. In einem vierwöchigen Abstimmungsverfahren wählten deutsche Verbraucher das Produkt im Frühjahr 2009 zur „dreistesten Werbelüge des Jahres“. Anne Markwardt von Foodwatch sagte: „Actimel schützt nicht vor Erkältungen – es stärkt das Immunsystem nur ähnlich gut wie ein herkömmlicher Naturjoghurt, ist aber viermal so teuer und doppelt so zuckrig.“ Danone behauptet dagegen, dass die Vorwürfe nicht zutreffend seien: Actimel aktiviere nachweislich Abwehrkräfte, „das sei in mehr als 30 wissenschaftlichen Studien belegt.“ In Großbritannien wurden Werbespots für das Produkt verboten, da positive Auswirkungen auf die Gesundheit von Kindern unbewiesen seien.
Danone zog 2010 bei der Europäischen Agentur für Lebensmittelsicherheit (EFSA) seine Anträge zurück, mit denen die angeblich gesundheitsfördernden Eigenschaften von Actimel sowie Activia bestätigt werden sollten. Ebenso verzichtete der Konzern in Frankreich und Großbritannien darauf, die angeblich verdauungsfördernde und immunstärkende Wirkung dieser Produkte in Werbespots anzupreisen.
Ebenfalls 2010 erreichte Danone vor dem Handelsgericht Wien eine einstweilige Verfügung gegen die Agrarmarkt Austria, mit der der AMA Werbeaussagen wie „Jedes Joghurt stärkt Ihre Abwehrkräfte“ untersagt wurden. Gegen diese einstweilige Verfügung wurde Revision eingelegt.
Auch in zweiter Instanz entschied das Wiener Oberlandesgericht gegen die AMA. Diese darf daher nicht mehr behaupten, dass „Jedes Joghurt Ihre Abwehrkräfte stärkt“.
Siehe auch: Health-Claims-Verordnung